# Vaux-sur-Blaise
Vaux-sur-Blaise település Franciaországban, Haute-Marne megyében. Lakosainak száma 347 fő (2022. január 1.). Vaux-sur-Blaise Bailly-aux-Forges, Brousseval, Domblain, Montreuil-sur-Blaise, Rachecourt-Suzémont, Valleret és Wassy községekkel határos.

## Népesség
A település népessége az elmúlt években az alábbi módon változott:
| Lakosok száma | 430  | 440  | 441  | 407  | 380  | 374  | 376  | 372  | 368  | 347  |
|               | 1968 | 1982 | 1990 | 2006 | 2013 | 2015 | 2017 | 2019 | 2020 | 2022 |